# Magne Sturød
Magne Sturød (født d. 19. oktober 1979) er en norsk fodboldspiller, som i øjeblikket spiller for Kongsvinger i hjemlandet. Tidliere har han spillet for blandt andet OB og AC Horsens i Danmark.